# ۱۲۴ (قمری)
۱۲۴ (قمری)، صد و بیست و چهارمین سال در گاهشماری هجری قمری است. اول محرم این سال برابر با نوزدهم نوامبر سال ۷۴۱ میلادی است.